# Халберстам, Дэвид
Дэвид Халберстам (англ. David Halberstam; 10 апреля 1934 — 23 апреля 2007) — американский писатель, журналист и историк, известный своими работами о войне во Вьетнаме, политике, истории, движении за гражданские права, бизнесе, СМИ, американской культуре, Корейской войне и позднее спортивной журналистикой. В 1964 году получил Пулитцеровскую премию за международную журналистику. Брат Майкла Халберстама.

## Биография
Родился в еврейской семье, вырос в Уинстеде, штат Коннектикут, где был одноклассником Ральфа Нейдера. Затем семья переехала в Йонкерс, штат Нью-Йорк, где окончил среднюю школу Рузвельта в 1951 году. В 1955 году он окончил Гарвард-колледж со степенью бакалавра искусств, затем работал управляющим редактором The Harvard Crimson.
Погиб в автокатастрофе в 2007 году во время проведения исследований для книги.

## Сочинения
- Халберстэм, Дэвид Один очень жаркий день = One very hot day. / Пер. с англ. К. Чугунова ; Предисл. Е. Долматовского; [Ил.: А. Зайцев]. — М.: Прогресс, 1970. — 191 с. : ил.